# Kvinnor bakom taggtråd
Kvinnor bakom taggtråd (originaltitel: Three Came Home) är en amerikansk krigsdramafilm från 1950 baserad på Agnes Newton Keiths självbiografiska bok Tre kom hem. Filmen hade premiär 20 februari 1950 i New York.

## Handling
Amerikanskan Agnes Newton Keith, hennes brittiske make Harry Keith och deras unge son George bor i Nordborneo under andra världskriget när Japans kejserliga armé invaderar ön. Japanerna internerar utländska medborgare i ett fångläger på en ö utanför Sandakan. Männens och kvinnornas fångläger ligger bredvid varandra och en natt smyger Agnes ut ur kvinnolägret för att möta sin man under ett palmträd. Senare separeras männen från kvinnorna och barnen. Agnes och George skickas till Batu Lintang-lägret vid Kuching i Sarawak.
Den japanske engelsktalande översten Michio Suga som styr över fånglägren har läst en bok som Agnes har skrivit om Borneo. Han ber henne att signera ett exemplar och är vänlig mot Agnes och George.
I fånglägret råder hunger och fångarna behandlas grymt av lägervakterna. En kväll när Agnes går ut för att hämta tvätt som hänger på tork blir hon överfallen av en japansk lägervakt som försöker våldta henne. Hon lyckas slå sig fri och nästa dag berättar hon om händelsen för överste Suga som ber löjtnant Nekata att utreda händelsen. Löjtnant Nekata försöker få Agnes att skiva under ett papper som erkänner att hennes anklagelse är falsk. Agnes är medveten om att falska anklagelser mot japanerna är straffbart med döden och vägrar därför skriva under. Detta leder till att löjtnant Nekata beordrar sina män att tortera Agnes så fort överste Suga har lämnat lägret. Löjtnant Nekata hotar henne även att inte berätta för någon om tortyren. En dag återvänder överste Suga till lägret precis innan starten av en ny tortyrsession. Löjtnant Nekata förklarar att Agnes har tagit tillbaka sin anklagelse och Agnes går med på att inte ta upp händelsen igen.
Japanerna kapitulerar år 1945. Överste Suga berättar för Agnes att hans fru och barn har dött i atombombningen av Hiroshima. När överste Suga ska åka iväg från lägret ser han George och två andra barn äta innehållet i en färgburk. Överste Suga bjuder in barnen till sitt hem där han serverar dem en festmåltid. Samtidigt som han tittar på när barnen äter bryter han ihop i gråt.
Nästa dag har japanerna övergett lägret och allierade trupper kommer för att befria fångarna. Agnes och George återförenas med Harry.

## Rollista
| Claudette Colbert | – Agnes Newton Keith                    |
| Patric Knowles    | – Harry Keith                           |
| Sessue Hayakawa   | – Överste Michio Suga                   |
| Florence Desmond  | – Betty Sommers                         |
| Sylvia Andrew     | – Henrietta                             |
| Mark Keuning      | – George Keith                          |
| Phyllis Morris    | – Syster Rose                           |
| Howard Chuman     | – Löjtnant Nekata                       |
| Jerry Fujikawa    | – Japansk soldat (okrediterad)          |
| Douglas Walton    | – Australiensk krigsfånge (okrediterad) |

## Produktion
Filmen regisserades av Jean Negulesco. Manuset skrevs av Nunnally Johnson som även är filmens producent. Klippningen gjordes av Dorothy Spencer.
Huvudrollsinnehavaren Claudette Colbert bröt ryggen under inspelningen av en av filmens våldsamma scener.